# Burg Hattenburg
Die Burg Hattenburg ist eine abgegangene Burg 2000 Meter südwestlich der Stadt Ochsenhausen im Landkreis Biberach in Baden-Württemberg.
Die von den Herren von Hattenburg im 12. Jahrhundert erbaute Burg wurde um 1127 erwähnt und war später im Besitz der Grafen von Kirchberg und des Klosters Ochsenhausen.
Von der nicht genau lokalisierbaren Burganlage ist nichts erhalten.